# Riccia wainionis
Riccia wainionis là một loài rêu trong họ Ricciaceae. Loài này được Stephani mô tả khoa học đầu tiên.